# الأكاديمية الدولية للفنون (فلسطين)
الأكاديمية الدولية للفنون هي مؤسسة تعليمة مقرها رام الله بفلسطين. متخصصة في برامج التعليم العالي في الفنون البصرية.

## التعريف بالأكاديمية
الأكاديمية الدولية للفنون بفلسطين (IAAP) هي مؤسسة متخصصة في برامج التعليم العالي في الفنون البصرية مقرها رام الله / فلسطين، تأسست عام 2007 وتقدم حاليا درجة البكالوريوس في الفنون البصرية المعاصرة. تعمل الأكاديمية كمركز يخدم ممارسي الثقافة المحليين والدوليين، عبر مساحة شاملة تحفز تنمية المواهب الإبداعية لطلاب الفن الفلسطينيين من خلال برنامج دراسي مدته أربع سنوات. الهدف الرئيس من إنشاء أكاديمية للفنون هو رعاية الإمكانات الإبداعية لطلاب الفنون وتعزيز أصالة الفكر.
بدأت قصة المشروع مع تأسيس "الجمعية الفلسطينية للفن المعاصر" (PACA) ، في الانتفاضة الثانية (2000). قامت مجموعة الفنانين والمهتمين بصياغة الطريق لمستقبل الفنون بتأسيس المنظمة في رام الله. وكان أحد أهدافها إنشاء أكاديمية للفنون، حيث لم تكن هناك في ذلك الوقت مؤسسة مخصصة حصريًا لدراسة الفن البصري في فلسطين. ألهمت هذه الرؤية لأكاديمية الفنون وفداً زائراً من النرويج، والذي بدأ في الضغط على وزارة الخارجية لدعم هذه المبادرة، وكان هنريك بلاشت الأكثر تأثيراً، والذي حقق الهدف أخيراً بعد عدة سنوات من الضغط. ودعمت وزارة الخارجية إنشاء الأكاديمية. في عام 2006 تم افتتاح مشروع الأكاديمية، واستقبلت أول دفعة من الطلاب في عام 2007م.
وعليه يمكن القول : أن مبادرة وفكرة إنشاء الأكاديمية جاءت من قبل الفنان النرويجي هنريك بلاشت. بدأ العمل في عام 2002م ، وغادر عندما تم إنشاء الأكاديمية وتشغيلها في عام 2009م.

## موقع الأكاديمية
يقع مقر الأكاديمية الدولية للفنون فلسطين (IAAP) في مبنى عارف العارف في رام الله. وتحديداً منزل عربي قديم مع حديقة، وتقع في زقاق خلف البنك العربي مباشرة في البيرة، رام الله، كان هذا المبنى التاريخي موطنًا للمؤرخ الشهير عارف العارف. وبعد إنشاء السلطة الوطنية الفلسطينية، كان مقرًا لقسم الفنون البصرية التابع لوزارة الثقافة قبل أن يصبح مقرًا لـ"الأكاديمية الدولية للفنون فلسطين". تم إجراء أعمال تجديد كبيرة في المبنى، حيث تم تحويل مساحة العلية والطابق السفلي إلى استوديوهات.

## أهداف الأكاديمية
تهدف الأكاديمية إلى أن تكون مؤسسة دولية بأكثر من طريقة. وأن يكون طلابها قادرين على التعرف على القضايا الدولية في مجالات الفنون. وتعتزم تعيين موظفين من ذوي الكفاءات الدولية ومن المجتمع الدولي للتدريس في مؤسستها. كما تعتزم جذب طلاب من المنطقة والعالم للدراسة في الأكاديمية. والعديد من هذه الأهداف يجري تنفيذها بالفعل. إن ملف الفنانين الزائرين واسع النطاق، ويمثلون مجموعة واسعة من الخبرات. من بين الزوار الذين قاموا بالتدريس في الأكاديمية على مدى السنوات الماضية، فيليبا سيزار، سوزان بوش، منى حاطوم، إميلي جاسر، عريب طوقان، تيرداد زولقدر، أدريان جوهلر، جيرترود ساندكويست، جودي برايس، جُمانا عبود، هنريك بلشت، راضية سديه، سارة بيدنجتون، عادل عابدين.
كما أطلقت الأكاديمية مبادرات تبادل مع أكاديميات مختلفة في جميع أنحاء أوروبا، مما يتيح للطلاب الدراسة في الخارج وكذلك زيارة فلسطين والدراسة فيها. إن وجود طلاب من المجتمع الإقليمي والدولي يساهم في تنوع بيئة التدريس في الأكاديمية، وقد نجح في تعزيز الحوارات بين الأجيال الشابة من مختلف الثقافات والمجتمعات.